# Un psy très spécial
Pour plus de détails, voir Fiche technique et Distribution.
Un psy très spécial est un téléfilm de comédie dramatique américain réalisé par David Burton Morris et sorti en 1990.

## Synopsis
Un jeune déménage dans la grande ville avec sa mère et il souhaite de faire des études médicales.

## Fiche technique
- Titre original : Hometown Boy Makes Good
- Réalisation : David Burton Morris
- Scénario : Allen Rucker
- Photographie :
- Montage : Frank E. Jimenez
- Musique : Matthew Quast
- Costumes :
- Décors :
- Producteur : Sharon Seymour
- Sociétés de production : HBO Films
- Sociétés de distribution : HBO
- Pays d'origine :  États-Unis
- Langue originale : anglais
- Format : couleur
- Genre : Comédie dramatique
- Durée : 88 minutes
- Dates de sortie : 
  - États-Unis : 2 août 1990

## Distribution
- Cynthia Bain : Merle Lee Swearingen
- Phillip Brock : Joe Maxwell
- Anthony Edwards : Boyd Geary
- Jeff Gadbois : Dr Rivers
- Jerry Hardin : le maire Bob
- Melvin Kirkpatrick : Doc Jennings
- Chris Mulkey : Al Swearinger
- Harry Shearer : l'annonceur radio
- Tony Spiridakis : Chuck Frazier
- Joel Thingvall : Slime
- Grace Zabriskie : Helen Geary